# Łagów (gmina w województwie świętokrzyskim)
Łagów – gmina miejsko-wiejska w województwie świętokrzyskim, w powiecie kieleckim.
Siedziba gminy to miasto Łagów.
Według danych z 30 czerwca 2004 gminę zamieszkiwały 6973 osoby.

## Struktura powierzchni
Według danych z roku 2002 gmina Łagów ma obszar 113,03 km², w tym:
- użytki rolne: 67%
- użytki leśne: 27%

Gmina stanowi 5,03% powierzchni powiatu.

## Historia
Gminę zbiorową Łagów utworzono 13 stycznia 1867 w związku z reformą administracyjną Królestwa Polskiego. Gmina weszła w skład nowego powiatu opatowskiego w guberni radomskiej i liczyła 1952 mieszkańców. 13 stycznia 1870 do gminy przyłączono pozbawiony praw miejskich Łagów.
W okresie międzywojennym gmina należała do powiatu opatowskiego w woj. kieleckim. Po wojnie gmina zachowała przynależność administracyjną.
Jednostka została zniesiona 29 września 1954 roku wraz z reformą wprowadzającą gromady w miejsce gmin. 
Gminę przywrócono ponownie w związku z reaktywowaniem gmin 1 stycznia 1973.
W latach 1975–1998 gmina położona była w województwie kieleckim.
1 stycznia 2018 roku ze względu na odzyskanie praw miejskich przez Łagów, gmina zmieniła status z wiejskiej na miejsko-wiejską.

## Demografia

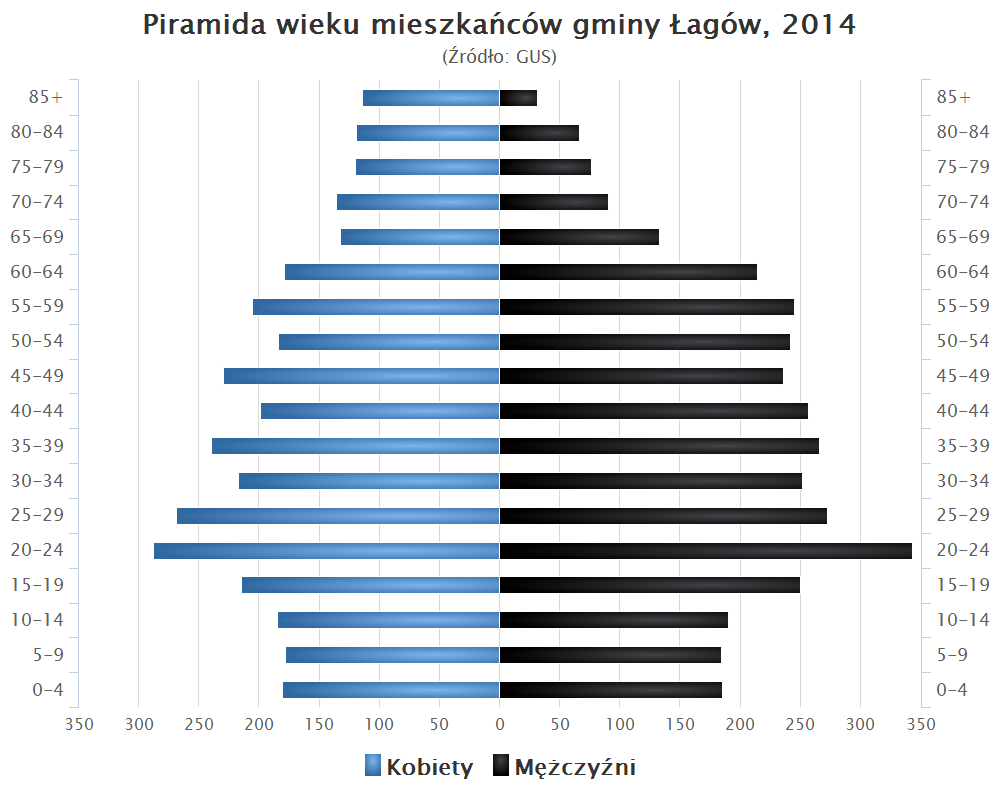
Piramida wieku mieszkańców gminy Łagów w 2014 roku

Dane z 30 czerwca 2004:
| Opis                              | Ogółem | Ogółem | Kobiety | Kobiety | Mężczyźni | Mężczyźni |
| --------------------------------- | ------ | ------ | ------- | ------- | --------- | --------- |
| Jednostka                         | osób   | %      | osób    | %       | osób      | %         |
| Populacja                         | 6973   | 100    | 3421    | 49,1    | 3552      | 50,9      |
| Gęstość zaludnienia [mieszk./km²] | 61,7   | 61,7   | 30,3    | 30,3    | 31,4      | 31,4      |

## Sołectwa
Czyżów, Duraczów, Gęsice, Lechówek, Łagów, Małacentów, Nowa Zbelutka, Nowy Staw, Piotrów, Płucki, Ruda - Melonek, Sadków, Sędek, Stara Zbelutka, Winna, Wiśniowa, Wola Łagowska, Zamkowa Wola, Złota Woda

Wsie bez statusu sołectwa: Piotrów-Gułaczów, Piotrów-Podłazy, Piotrów-Porębiska, Piotrów-Zagościniec

## Sąsiednie gminy
Bieliny, Baćkowice, Daleszyce, Iwaniska, Nowa Słupia, Raków, Waśniów